# 1927년 전국체육대회 정구
1927년 전국체육대회 정구는 일제강점기 조선 경성부에서 개최된 1926년 전국체육대회의 경기 종목이다. '제7회 전조선정구대회'로 개최되었으며 1927년 6월 10일부터 6월 11일까지 경성운동장 정구장에서 개최되었다.

## 대회 진행
제7회 전조선정구대회는 1927년 6월 10일부터 이틀간 일제강점기 조선 경성부에 있는 경성운동장 정구장에서 개최되었다. 이 대회부터 전문부 종목은 청년부에 통합되어 진행되었다.
소학부 종목에 계산보통학교, 덕성소학교, 선천공립보통학교, 조양보통학교 등 4개 선수단이 참가하였고, 중학부 종목에는 경신학교, 광성고등보통학교, 남포상공학교, 배재고등보통학교, 보성고등보통학교, 송도고등보통학교, 양정고등보통학교, 중동학교, 휘문고등보통학교, 선천 신성 등 10개 선수단이 출전했다. 청년부 종목에는 법정학교, 법학전문학교, 보성전문학교, 세브란스의학전문학교, 연희전문학교 등 5개 선수단이 참가하였다.
소학부 결승에서 선천공립보통학교가 조양보통학교를 상대로 3:1로 승리하여 최근 5년 간 4차례 우승을 달성하였고, 중학부 결승에서는 보성고등보통학교가 양정고등보통학교를 상대로 3:0으로 이기며 우승했다. 청년부 종목에서는 연희전문학교가 보성전문학교를 결승에서 3:2로 이기며 우승했다.

## 경기 결과

### 소학부
|  | 준결승           | 준결승       |                  |   | 결승 | 결승 |
|  |                  |              |                  |   |      |      |
|  |                  |              |                  |   |      |      |
|  |                  |              |                  |   |      |      |
|  | 선천공립보통학교 | 기권승       |                  |   |      |      |
|  | 선천공립보통학교 | 기권승       |                  |   |      |      |
|  | 덕성소학교       | 기권패       |                  |   |      |      |
|  | 덕성소학교       | 기권패       | 선천공립보통학교 | 3 |      |      |
|  |                  |              | 선천공립보통학교 | 3 |      |      |
|  |                  | 조양보통학교 | 1                |   |      |      |
|  | 조양보통학교     | 조양보통학교 | 1                | 3 |      |      |
|  | 조양보통학교     |              |                  | 3 |      |      |
|  | 계산보통학교     | 0            |                  |   |      |      |
|  | 계산보통학교     | 0            |                  |   |      |      |

### 중학부
|  | 준결승           | 준결승           |                  |        | 결승 | 결승 |
|  |                  |                  |                  |        |      |      |
|  |                  |                  |                  |        |      |      |
|  |                  |                  |                  |        |      |      |
|  | 보성고등보통학교 | 3                |                  |        |      |      |
|  | 보성고등보통학교 | 3                |                  |        |      |      |
|  | 중동학교         | 1                |                  |        |      |      |
|  | 중동학교         | 1                | 보성고등보통학교 | 3      |      |      |
|  |                  |                  | 보성고등보통학교 | 3      |      |      |
|  |                  | 양정고등보통학교 | 0                |        |      |      |
|  | 양정고등보통학교 | 양정고등보통학교 | 0                | 기권승 |      |      |
|  | 양정고등보통학교 |                  |                  | 기권승 |      |      |
|  | 남포상공학교     | 기권패           |                  |        |      |      |
|  | 남포상공학교     | 기권패           |                  |        |      |      |

### 청년부
|  | 준결승               | 준결승       |              |   | 결승 | 결승 |
|  |                      |              |              |   |      |      |
|  |                      |              |              |   |      |      |
|  |                      |              |              |   |      |      |
|  | 연희전문학교         | 3            |              |   |      |      |
|  | 연희전문학교         | 3            |              |   |      |      |
|  | 세브란스의학전문학교 | 1            |              |   |      |      |
|  | 세브란스의학전문학교 | 1            | 연희전문학교 | 3 |      |      |
|  |                      |              | 연희전문학교 | 3 |      |      |
|  |                      | 보성전문학교 | 2            |   |      |      |
|  | 보성전문학교         | 보성전문학교 | 2            | 3 |      |      |
|  | 보성전문학교         |              |              | 3 |      |      |
|  | 법학전문학교         | 0            |              |   |      |      |
|  | 법학전문학교         | 0            |              |   |      |      |

## 참고 문헌
- 대한체육회 (1990). 《대한체육회 70년사》.
- 대한체육회 (2011). 《대한체육회 90년사》.
- “제8회 전국체육대회 정구 경기 결과”. 대한체육회.[깨진 링크(과거 내용 찾기)]